# Francisco Moreno Fernández

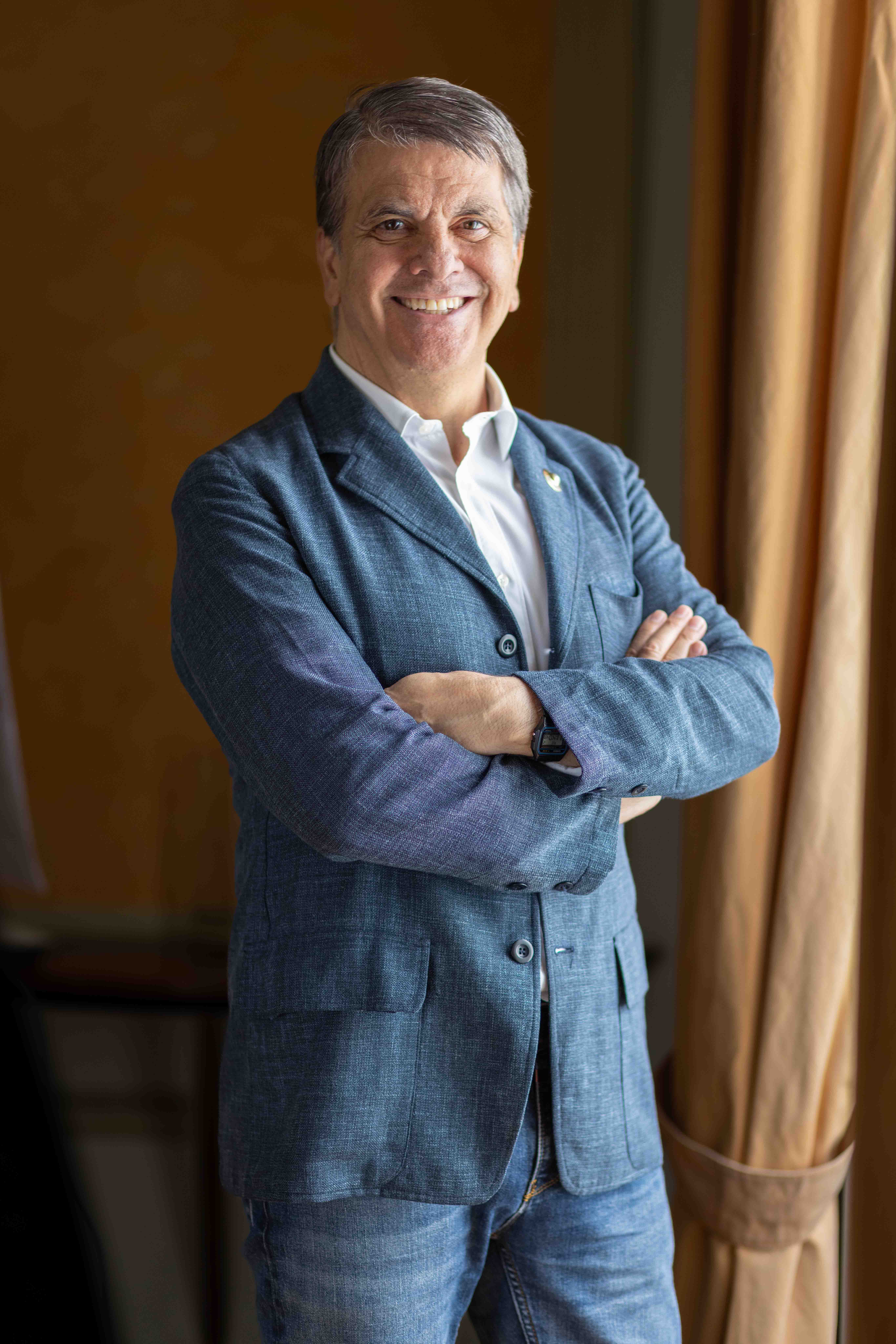
Francisco Moreno Fernández

Francisco Moreno Fernández (Mota del Cuervo (Cuenca), 1960) es dialectólogo y sociolingüista español.

## Biografía
Doctor en Lingüística Hispánica. Director del Observatorio Global del Español del Instituto Cervantes, profesor honorífico de Lengua Española de la Universidad de Alcalá (España) y catedrático premiado por la fundación Alexander von Humboldt con fondos del Ministerio Federal de Educación e Investigación en la Universidad de Heidelberg (Alemania). Tras aceptar la cátedra en la Universidad de Heidelberg también asumió la dirección del Heidelberg Center for Ibero-American-Studies (HCIAS). Académico de número de la Academia Norteamericana de la Lengua Española (desde 2017) y de la Academia Europaea (desde 2022), correspondiente de la Academia Cubana de la Lengua (desde 2013), de la Academia Chilena de la Lengua (desde 2017), de la Academia Mexicana de la Lengua (desde 2018), de la Academia Panameña de la Lengua (desde 2025) y de la Real Academia Española (por Castilla - La Mancha y por Hispanoamérica) (desde 2015). Director Académico y de Investigación de la Fundación Comillas de España (2006-2008).
Investigador visitante en las universidades de Londres, Nueva York (SUNY – Albany), Quebec (Montreal) y Tokio. Profesor visitante en las universidades de Gotemburgo (Suecia), São Paulo (Brasil), de Illinois en Chicago (EE. UU.), Brigham Young (EE. UU.) y Pontificia Universidad Católica de Chile. 
Director Académico del Instituto Cervantes (2008-2013) y Director de los Institutos Cervantes de São Paulo (1998-2001) y de Chicago (2001-2005). Director del Instituto Cervantes en la Universidad de Harvard (Observatorio de la lengua española y las culturas hispánicas en los Estados Unidos) (2013-2018).
En 1998 coordina el primer Anuario del Instituto Cervantes. El español en el mundo. Columnista de los diarios estadounidenses en español La Opinión (Los Ángeles), Diario. La Prensa (Nueva York) y La Raza (Chicago). Fundador y primer director de la revista Lengua y migración / Language and Migration. Coeditor de las revistas internacionales Spanish in Context (John Benjamins) y Journal of Linguistic Geography (Cambridge University Press). Pertenece al Consejo de redacción de International Journal of the Sociology of Language y Journal of World Languages, así como de varias revistas dedicadas al estudio y la enseñanza de la lengua española, como Revista Internacional de Lingüística Iberoamericana, Sociolinguistic Studies, Boletín de Filología de la Universidad de Chile, Lingüística Española Actual y Oralia.

## Obras
- Así nos comunicamos en sociedad, Lingüística y Comunicación, Ediciones Complutense, Madrid 2024, ISBN: 9788466938488.
- Demografía de las lenguas, Lengua y Sociedad en el Mundo Hispánico, 53, Iberoamericana Vervuert (ien colaboración con Héctor Álvarez Mella), Madrid 2024, ISBN: 978-84-9192-419-7.
- El español en Europa. Archiletras cientíca. Revista de investigación de lengua y letras (ACRILL), Vol. 10, Prensa y Servicios de la Lengua (con Héctor Álvarez Mella, eds.), Madrid 2023, ISBN: 978-84-09-56528-3.
- Monográfico: Patrones sociolingüísticos y geolectales del español. Estudios sobre el corpus PRESEEA, Vol. 94: Círculo de Lingüística Aplicada a la Comunicación (con Ana M. Cestero Mancera, eds.), Madrid: Ediciones Complutense, 2023, ISSNe: 1576-4737.
- La lengua de los hispanos unidos de América: Crónica de resistencia, Colección Eleanor Roosevelt, Madrid: Catarata, 2022, ISBN: 978-84-1352-584-6.
- Dialectología hispánica / The Routledge Handbook of Spanish Dialectology (con Rocío Caravedo, eds.), 1.ª ed., London: Routledge, 2022, 642 pp. ISBN: 9780367266288.
- El Español en Europa. Suplemento 1.1. El Español en la Alemania Precovid-19 (con Óscar Loureda Lamas, Héctor Álvarez Mella y David Scheffler), Madrid: Instituto Cervantes.
- El español en europa. Demolingüística del español en Alemania (con Óscar Loureda Lamas, Héctor Álvarez Mella y David Scheffler), Madrid: Instituto Cervantes, 2021, ISBN: 978-84-18210-06-8.
- (ed.) El español lengua migratoria, Vol. Monográfico de Archiletras Científica, II (2020). ISSN 2659-8957.
- Gramática fundamental del español (2020) (con Inmaculada Penadés Martínez y Clara Ureña Tormo). London, Routledge.  ISBN 9781138359611.
- Variedades de la lengua española (2020). London, Routledge.  ISBN 9781138385955.
- Tras Babel. De la naturaleza social del lenguaje (2018). Oviedo: Ediciones Nobel. ISBN 9788484597506.
- Diccionario de anglicismos del español estadounidense (2018). Cambridge, MA: Instituto Cervantes at Harvard. ISBN 978-0-692-04726-2.
- A Framework for Cognitive Sociolinguistics (2016). London: Routledge. ISBN 978-1138-68198-9
- La maravillosa historia del español (2015) . Madrid: Espasa. ISBN 978-84-670-4427-0
- Spanish Revolution. Ensayo sobre los lenguajes indignados (2014) . Valencia: Unoycero. ISBN 978-84-942609-3-3
- Las lenguas de España a debate (2013) (con. F. Ramallo). Valencia: Unoycero. ISBN 978-941776-68
- Sociolingüística cognitiva (2012). Madrid /Frankfurt: Iberoamericana / Vervuert. ISBN 978-84-8489-693-7 (Iberoamericana) / ISBN 978-3-86527-742-8 (Vervuert).
- Las variedades de la lengua española y su enseñanza (2010). Madrid: Arco/Libros. ISBN 978-84-7635-802-3
- La lengua española en su geografía. Manual de dialectología hispánica (2009; 2.ª ed. actualizada, 2014). Madrid: Arco/Libros. ISBN 9788476357835
- Atlas de la lengua española en el mundo (2008) (con J. Otero). Barcelona: Ariel. ISBN 9788408078005 (3a. ed. actualizada, 2017. ISBN 978-84-08-16664-1).
- (ed.) Sociolinguistics of Spanish in Spain: the bilingual areas (2007). International Journal of the Sociology of Language. ISSN (en línea) 1613-3668. ISSN (impreso) 0165-2516.
- Demografía de la lengua española (2007) (con J. Otero). Madrid: Fundación Telefónica - Instituto Complutense de Estudios Internacionales. ISBN 9788461150717
- Principios de Sociolingüística y Sociología del Lenguaje. (1998; 2ª.ed, 2005; 3ª ed., 2008). Barcelona: Ariel. ISBN 9788434482647
- Historia social de las lenguas de España (2005). Barcelona: Ariel. ISBN 9788434482630
- La lengua hablada en Alcalá de Henares (2004-2007) (con A. Cestero, I. Molina and F. Paredes). Alcalá de Henares: Universidad de Alcalá. ISBN 9788481385359
- Diccionario bilingüe de uso Español – Portugués / Portugués- Español (2003; 2ª.ed,2005). Madrid: Arco/Libros. ISBN 9788476355459
- Producción, expresión e interacción oral (2002). Madrid: Arco/Libros. ISBN 9788476354872
- Qué español enseñar (2000; 2ª.ed, 2007). Madrid: Arco/Libros. ISBN 9788476354476
- (dir.) Diccionario para la Enseñanza de la Lengua Española (1995). Barcelona: Biblograf. ISBN 8483321114
- La división dialectal del español de América (1993). Alcalá de Henares: Universidad de Alcalá. ISBN 8486981832
- (ed.) Sociolinguistics and Stylistic Variation (1992). Lynx. ISSN 0214-4611.
- Metodología sociolingüística (1990). Madrid: Gredos. ISBN 9788424914332

## Premios y distinciones
- Miembro correspondiente de la Academia Panameña de la Lengua (desde 2025)
- Voto de Louvor de la Universidade Federal do Rio de Janeiro (2000)
- Premio Nacional 2003 de la "National Association of Hispanic Publications" de EE. UU., a la mejor serie de artículos publicados en prensa de gran tirada (Las Vegas, EE. UU.; marzo de 2003)
- XV Premio de investigación "Juan Martín de Nicolás" (2006)
- Finalista del Premio Nacional de Ensayo (2016)
- Doctor honoris causa Universidad Ricardo Palma (Perú) (2017)
- XV Premio Don Quijote de Periodismo por el artículo "La represión lingüística del español en Estados Unidos", publicado en The New York Times en español. (2018)[1]
- Medalla del Instituto Cervantes (2019)
- Premio internacional de investigación - Fundación Alexander von Humboldt (2020)
- Insignia de oro - Universidad de Alcalá (2022)